# La Ribambelle engage du monde
La Ribambelle engage du monde est le quatrième histoire de la série de bande dessinée La Ribambelle de Jean Roba et Yvan Delporte. Elle est publiée pour la première fois du no 1377 au no 1384 du journal Spirou, puis en 1965 dans l'album La Ribambelle gagne du terrain.

## Univers

### Synopsis
Après avoir tenté une énième incursion sur le terrain vague de la Ribambelle et avoir été mis en déroute par les pièges de ces derniers, Tatane et ses Caïmans décident de faire la paix avec leurs ennemis et leur propose d'unir leurs deux bandes. Malgré leur méfiance et les avertissements de James, les Ribambins font passer une série de tests au trio, dont ces derniers sortent finalement vainqueurs.
À présent admis, les trois Caïmans se voient remettre le plan des pièges du terrain et s'empressent de prévenir un ferrailleur afin que celui-ci s'empare du bus de la Ribambelle. Mais c'est sans compter sur James qui, méfiant, piège le bus et capture les garnements, sauvant ainsi le local et dévoilant les réelles intentions des voyous aux Ribambins.

### Personnages
- Phil, chef de la Ribambelle
- Grenadine, la seule fille de la bande
- Archie, l'intellectuel écossais
- Dizzy, le joyeux musicien
- Atchi & Atcha, les jumeaux judokas
- James, fidèle majordome d'Archibald
- Tatane, chef des Caïmans
- Rodolphe et Alphonse, acolytes de Tatane